# Художественная галерея имени Станки Димитровой
Худо́жественная галере́я и́мени Ста́нки Дими́тровой в городе Кырджали (Болгария) открыта в 1961 году как филиал Национальной художественной галереи. С 1967 года — самостоятельное учреждение. С 2014 года по решению муниципального совета является отделом Регионального исторического музея в городе. Галерея носит имя художницы Станки Димитровой.
Галерея находится в старом административном здании XIX века, объявленном памятником культуры. В 2002 году галерея закрылась на ремонт, который затянулся вплоть до 2007 года.
В экспозиции галереи — более 2000 работ. Выставка расположена в трёх уровнях. На первом представлены работы (скульптуры и картины) современных болгарских авторов. На втором уровне находятся ценные произведения крупных болгарских классиков, переданные из фонда Национальной художественной галереи в 1960-е годы. В полуподвальном помещении хранится коллекция икон XVII—XX веков (84 экспоната, собраны Станкой Димитровой) и эстампов.
В галерее можно увидеть много ценных произведений: четыре картины Владимира Димитрова-Майстора, среди которых «Девушка в красном» и «Селянка в белом платке», несколько работ Ярослава Вешина (1860—1915), картины Николы Михайлова (1876—1960), Стояна Венева, Дечко Узунова, Сирака Скитника (1882—1943), Светлина Русева, Кирилла Цонева, Бенчо Обрешкова (1899—1970), Стефана Иванова, Васила Захариева, Константина Щъркелова (1889—1961), Александра Дечева, Веры Недковой, Виолеты Дечевой, Лики Янко (1926—2001), Михалиса Гарудиса, Генко Генкова (1923—2006), Антона Митова (1862—1930), Елены Карамихайловой (1875—1961), Ивана (Яна) Мырквички (1856—1938) и других.
Тематические выставки детского рисунка проводятся также в сквере перед галереей.
В городе есть ещё две художественные галереи — арт-галерея «Круг», в которой проводятся художественные и фото-выставки, и «ДАР» в историческом здании «Керимов дом» (болг. Керимовата къща), где выставляются произведения местных современных мастеров.